# آتو (وایومینگ)
آتو (به انگلیسی: Otto) یک منطقهٔ مسکونی در ایالات متحده آمریکا است که در وایومینگ واقع شده‌است. آتو ۵۰ نفر جمعیت دارد.